# Конженије
Конженије (фр. Congénies) насеље је и општина у јужној Француској у региону Лангдок-Русијон, у департману Гар која припада префектури Ним.
По подацима из 2011. године у општини је живело 1565 становника, а густина насељености је износила 181,13 становника/km². Општина се простире на површини од 8,64 km². Налази се на средњој надморској висини од 75 метара (максималној 145 m, а минималној 49 m).

## Демографија
| 1962. | 1968. | 1975. | 1982. | 1990. | 1999. | 2011. |
| ----- | ----- | ----- | ----- | ----- | ----- | ----- |
| 441   | 473   | 496   | 596   | 903   | 1.072 | 1.565 |

График промене броја становника у току последњих година